# Sinodendroides chinensis
Sinodendroides chinensis is een keversoort uit de familie vuurkevers (Pyrochroidae). De wetenschappelijke naam van de soort is voor het eerst geldig gepubliceerd in 2005 door Young.